# Waldsiedlung (Bernau bei Berlin)
Die Waldsiedlung ist eine anderthalb Quadratkilometer große Wohnsiedlung, die als geschlossene Siedlung für die Mitglieder und Kandidaten des Politbüros des ZK der SED (Nomenklatura) gebaut und bekannt wurde. Die ab 1958 entstandene Anlage wird häufig aufgrund der Nähe zum Ort Wandlitz auch als Waldsiedlung Wandlitz (oder umgangssprachlich kurz Wandlitz) bezeichnet, liegt jedoch nicht auf dem Gebiet des gleichnamigen Ortes. Das bewachte Gelände wurde nach dem Ende der DDR geöffnet, umgestaltet und zu großen Teilen neu bebaut.
Die Waldsiedlung liegt auf dem Gebiet der Stadt Bernau bei Berlin und ist seit dem Jahr 2001 als Wohnplatz dieser Stadt ausgewiesen. Im Juni 2017 hat die brandenburgische Landesregierung die historische Bebauung der Siedlung unter Denkmalschutz gestellt.

## Geschichte

### Bau und Bezug

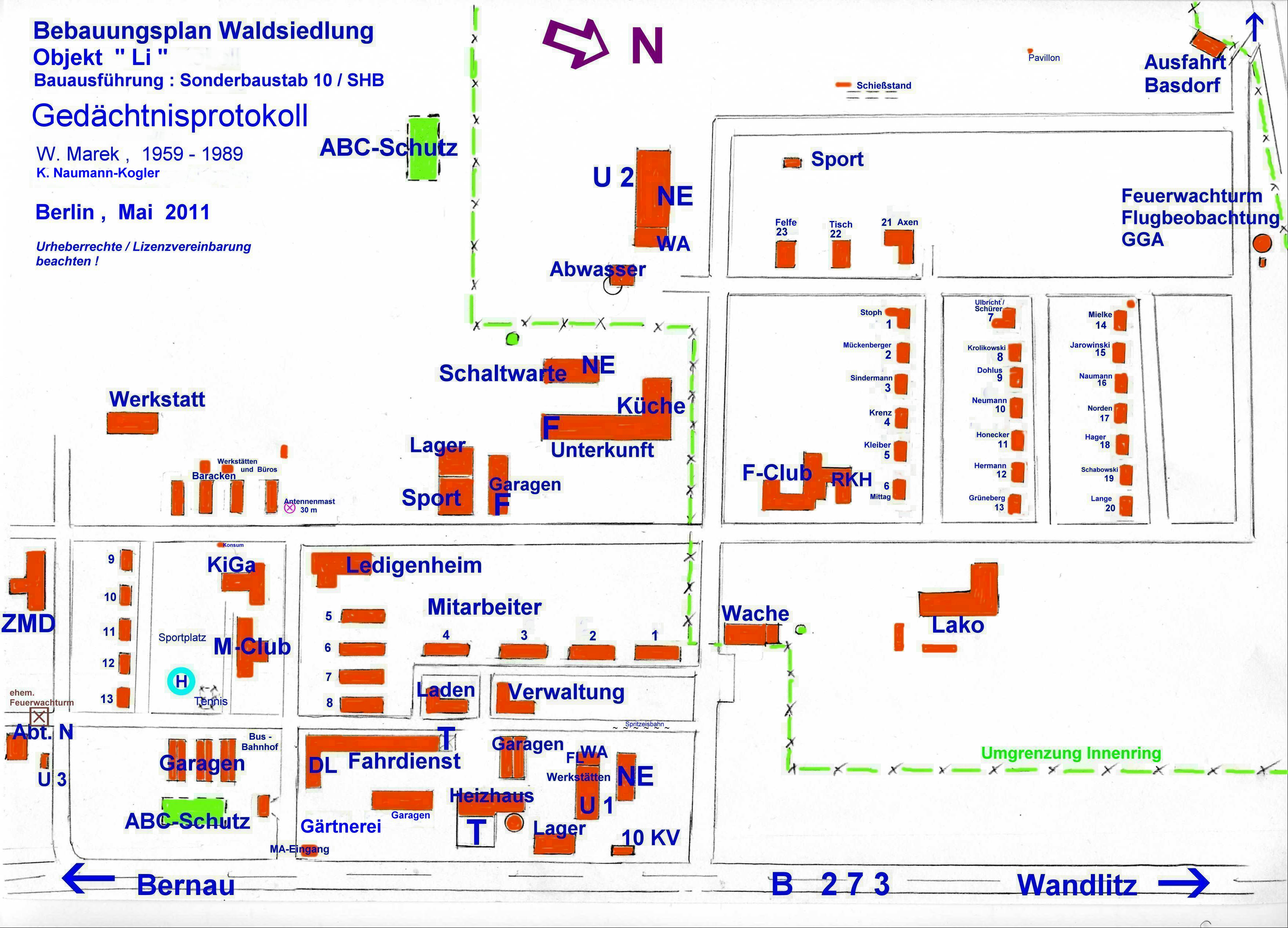
Bebauungsplan Waldsiedlung 1959–1989

Die Siedlung wurde 1958 bis 1960 auf Beschluss des SED-Politbüros inmitten eines Waldgebietes gebaut, das bei der einheimischen Bevölkerung als Schießstände bekannt war. Die fertige und auf keiner Landkarte verzeichnete Siedlung umfasste 23 Mehrfamilienhäuser und unterstand der Hauptabteilung Personenschutz des Ministeriums für Staatssicherheit (MfS). Die Mitglieder des Politbüros konnten dort besser gesichert werden als in den Villen am Majakowskiring in Berlin-Niederschönhausen, wo sie vorher lebten. Den Wohnsitz in die Waldsiedlung zu verlegen, war mit der Berufung in das Politbüro für in Berlin tätige Mitglieder obligatorisch.

### Sicherung

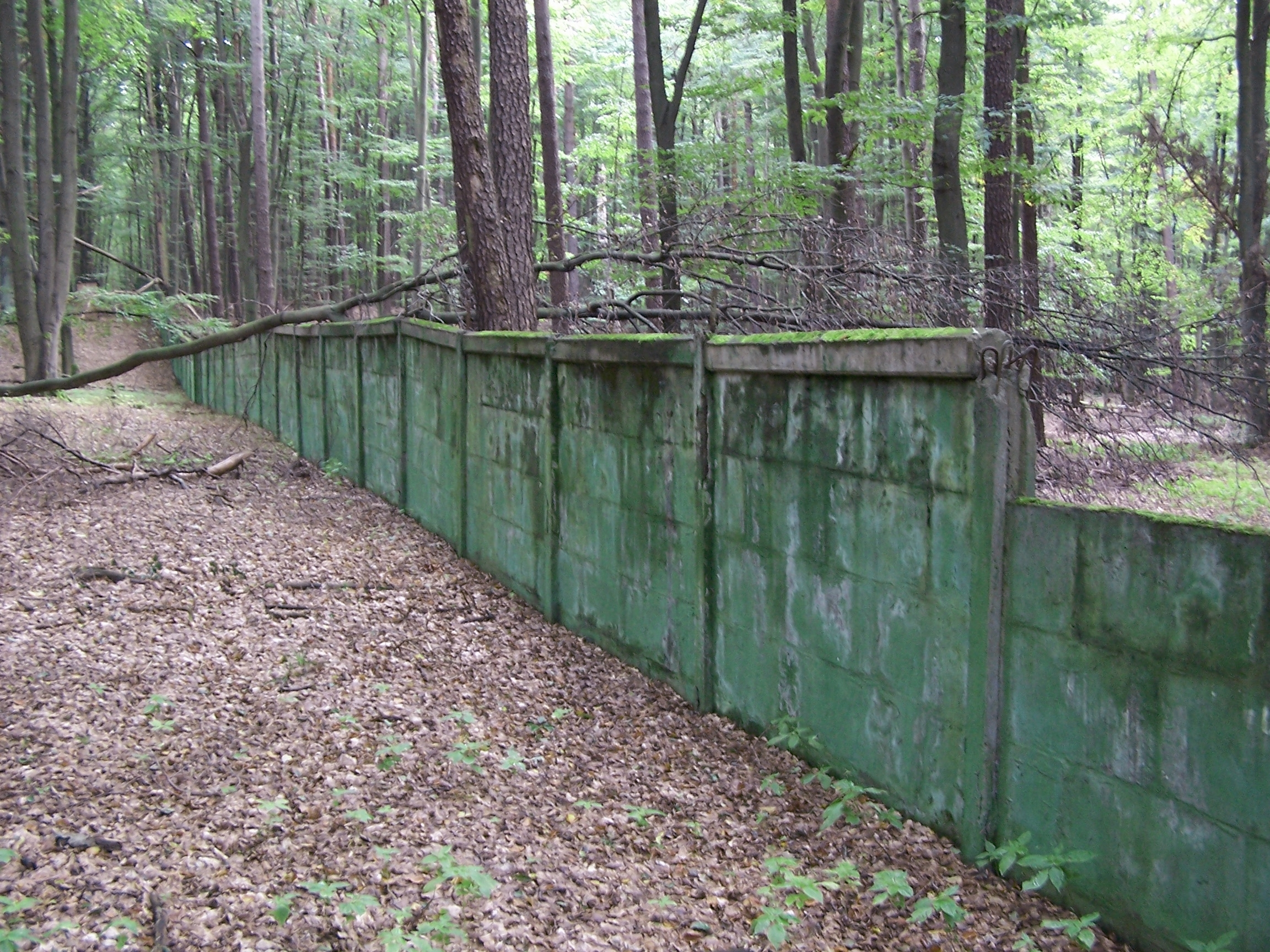
Mauer am Westrand des Areals in Originalhöhe, Innenansicht, August 2010

Die Abschirmung war von außen nicht unmittelbar erkennbar. Der äußere Ring wurde durch einen Maschendrahtzaun umsäumt, an dem Schilder mit dem Hinweis auf ein Wildforschungsgebiet hingen. Der innere Ring, der nur teilweise vom äußeren Ring umschlossen war, war mit einer zwei Meter hohen und rund fünf Kilometer langen grün angestrichenen Beton-Sicherungsmauer umgeben und durfte nur mit Sonderausweis betreten werden. Das Gelände mit seinen vier Toren wurde vom Wachregiment „Feliks Dzierzynski“ gesichert. Zusätzlich war die PS-Wache (Hauptabteilung Personenschutz) eingesetzt. Insgesamt bestand der Sicherungsbereich aus 33 Postenbereichen, einschließlich der Postenbereiche 32 (Badestelle Liepnitzsee) und 33 (Haus am See – Sommerhaus der sowjetischen Botschaft). Zwei Posten waren in vorgelagerten Wachtürmen untergebracht. Die Bewachung wurde als „Militärisch-operativer Sicherungsdienst“, unter Diensttuenden mit „MOS“ bezeichnet. Das Wachpersonal umfasste rund 140 Personen.
Die Sicherungsposten hatten einen pilzförmigen Unterstand mit Postentelefon. Die Tore wurden zusätzlich zu den Posten auch per Video überwacht. Die grüne Mauer war nachts etwa alle 30 Meter mit einer Leuchtstofflampe beleuchtet. Bei Nebel wurde eine zweite nach oben leuchtende dazugeschaltet. In einigen Abschnitten waren Signalanlagen auf der Mauer befestigt. Die Posten hatten jeweils über 24 Stunden Dienst und wurden in dieser Zeit vier Mal abgelöst.

### Leben in der Siedlung zwischen 1960 und 1990

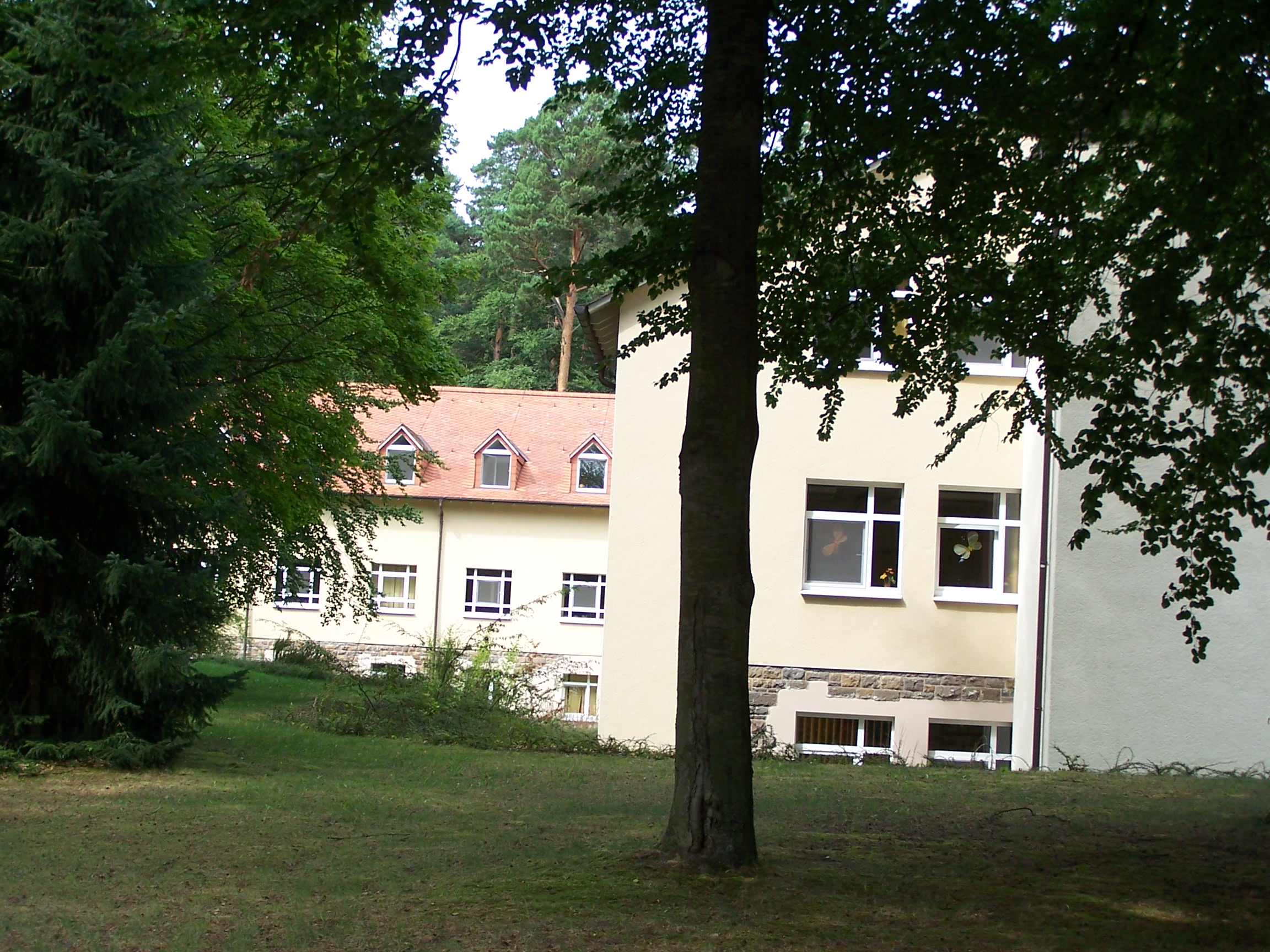
Ehemaliges Ladenkombinat

Die ersten Bewohner zogen im Sommer 1960 in die Waldsiedlung ein. Sie bestand im inneren Ring zunächst aus 21 ein- und zweistöckigen Einfamilienhäusern mit teils 7 und teils 15 Zimmern, letztere mit bis zu 180 Quadratmetern Grundfläche, einem Klubhaus mit Arztpraxis, Schwimmbad, Sauna, Kino und Gaststätte, einem Jagd- und Handfeuerwaffen-Schießstand und einem Sportplatz mit Tennisanlage. Im sogenannten äußeren Ring gab es unter anderem eine Gärtnerei, eine Poliklinik, einen Busbahnhof mit Tankstelle, Waschplatz und Garagen sowie Wohn- und Sozialgebäude und eine Kaufhalle für Angestellte und Wachpersonal. Im inneren Ring der Siedlung wohnten die Funktionäre des SED-Politbüros hohen Niveau. Ihnen und ihren Familien stand ein Ladenkombinat zur Verfügung mit hochwertigen Erzeugnissen, teilweise mit Importwaren sowie eine Änderungsschneiderei und ein Friseur. Verantwortlich für die Erfüllung aller Wünsche war der Sektor Letex des Bereichs Kommerzielle Koordinierung. Als während der friedlichen Revolution im November 1989 die Sendung Elf 99 des DDR-Fernsehens eine Reportage über Wandlitz ausstrahlte, steigerte dies die Empörung der Bevölkerung über das Regime, dabei war zu diesem Zeitpunkt das Sortiment des Ladenkombinats schon deutlich reduziert. Der Neid hielt sich sehr in Grenzen. Mit Bezug auf die zahlreichen dort verkehrenden Volvos kursierte für die Waldsiedlung die scherzhafte Bezeichnung Volvograd.
Ein Stab von über 60 Hausangestellten (alles MfS-Angestellte mit militärischem Dienstgrad) sorgte sich in den Politikerhaushalten in der Waldsiedlung und den Ferienobjekten bei auswärtigen Aufenthalten um alle Aspekte des täglichen Lebens. Insgesamt wurden 650 Bedienstete im Personenschutz, im Unterhalt der technischen Infrastruktur, als Gärtner, Kraftfahrer, Verwaltungskraft etc. in der Siedlung beschäftigt. Die Mitglieder der Partei- und Staatsführung wohnten zwar mit Ausnahme Honeckers in Mehrfamilienhäusern, waren aber durchweg von der eigenen Bevölkerung abgeschottet und leisteten sich einen Lebensstil, der weit über dem eines normalen DDR-Bürgers lag. Dies trug zur Entfremdung zwischen der Führung und dem Volk bei und wurde während der Wende, aber auch schon zuvor, immer wieder scharf kritisiert. Die Verwaltung der Siedlung betrieb eine eigene Müllabfuhr, die dafür zu sorgen hatte, dass Müll und Abfall nicht zu einer kommunalen Deponie gebracht wurden. So erfuhr die DDR-Bevölkerung nichts über die Versorgung der Siedlungsbewohner mit hochwertigen Konsumgütern.

### Ehemalige Bewohner der Waldsiedlung
Nach damaligen Hausnummern vorsortiert
| Hausnummer | Bewohner                                    | zuletzt ausgeübte ehemalige Funktion                                             | Amtszeit            | Bild, ggf. Bemerkung                |
| ---------- | ------------------------------------------- | -------------------------------------------------------------------------------- | ------------------- | ----------------------------------- |
| 01         | Otto Grotewohl Willi Stoph                  | Vorsitzender des Ministerrates Vorsitzender des Ministerrates                    | 1949–1964 1976–1989 |                                     |
| 02         | Erich Apel Erich Mückenberger               | Vorsitzender der Staatlichen Plankommission                                      | 1963–1965           |                                     |
| 03         | Hermann Matern Horst Sindermann             | Präsident der Volkskammer                                                        | 1976–1989           |                                     |
| 04         | Egon Krenz Werner Lamberz Bruno Leuschner   | Vorsitzender des Staatsrates Vorsitzender der Staatlichen Plankommission         | 1989 1952–1961      | heute Bussardweg 4                  |
| 05         | Günther Kleiber Alfred Kurella Heinrich Rau |                                                                                  |                     | heute Bussardweg 5, Bauzustand 2024 |
| 06         | Günter Mittag Willi Stoph                   | Vorsitzender des Ministerrates                                                   | 1976–1989           |                                     |
| 07         | Gerhard Schürer Walter Ulbricht             | Vorsitzender der Staatlichen Plankommission Vorsitzender des Staatsrates         | 1965–1989 1960–1973 |                                     |
| 08         | Werner Krolikowski                          |                                                                                  |                     |                                     |
| 09         | Horst Dohlus Friedrich Ebert                | Oberbürgermeister von Ost-Berlin 1948–1967                                       |                     |                                     |
| 10         | Alfred Neumann                              |                                                                                  |                     |                                     |
| 11         | Erich Honecker Margot Honecker              | Vorsitzender des Staatsrats Ehefrau Erich Honeckers, Ministerin für Volksbildung | 1976–1989 1963–1989 | heute Habichtweg 5, Bauzustand 2010 |
| 12         | Joachim Herrmann Herbert Warnke             | Vorsitzender des FDGB                                                            | 1948–1975           |                                     |
| 13         | Paul Verner                                 |                                                                                  |                     |                                     |
| 14         | Erich Mielke                                | Minister für Staatssicherheit                                                    | 1957–1989           |                                     |
| 15         | Edith Baumann Werner Jarowinsky             |                                                                                  |                     |                                     |
| 16         | Hermann Axen Georg Ewald Konrad Naumann     |                                                                                  |                     |                                     |
| 17         | Herbert Häber Albert Norden                 |                                                                                  |                     | >                                   |
| 18         | Kurt Hager                                  |                                                                                  |                     |                                     |
| 19         | Gerhard Grüneberg Günter Schabowski         |                                                                                  |                     |                                     |
| 20         | Walter Halbritter Ingeburg Lange Karl Mewis | Vorsitzender der Staatlichen Plankommission                                      | 1961–1963           |                                     |
| 21         | Hermann Axen Otto Grotewohl                 | Vorsitzender des Ministerrates                                                   | 1949–1964           |                                     |
| 22         | Harry Tisch                                 |                                                                                  |                     |                                     |
| 23         | Friedrich Ebert Werner Felfe                | Oberbürgermeister von Ost-Berlin                                                 | 1948–1967           |                                     |

Die Liste zeigt auch, dass einige Familien mindestens einmal umzogen.

## Umbauten während und nach der Wende

### Gesundheit und Gewerbe

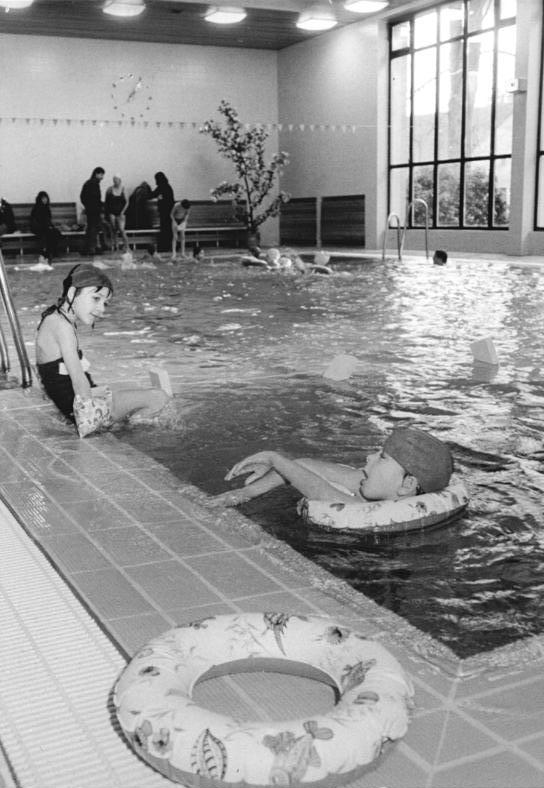
Erste Kurgäste in der Brandenburgklinik, Januar 1990

1989 mussten die DDR-Politiker auf Beschluss der DDR-Regierung unter Ministerpräsident Hans Modrow die Siedlung verlassen. 1990 wurde die Brandenburg Klinik Bernau als erstes großes Rehabilitationszentrum in den neuen Bundesländern auf dem Gelände der Waldsiedlung errichtet. Mit dem Tag der Wiedervereinigung am 3. Oktober 1990 begann ein umfassendes Bau- und Renovierungsprogramm.
Außer den Reha-Kliniken und anderen neu gebauten Einrichtungen wurden die früheren Wohngebäude vermietet. Eine Vielzahl neuer Wohnhäuser ist hinzugekommen. Ein komplett angelegtes erweitertes Wegesystem mit den Hauptachsen Brandenburgallee (West-Ost-Richtung) und Kurallee (Nord-Süd-Richtung) erschließt den Bernauer Stadtteil.
Ab 1990 erfolgte die schrittweise Umwandlung der Häuser der Waldsiedlung in medizinische und Betreuungseinrichtungen unter der Leitung des ehemaligen stellvertretenden Ministers für Gesundheit der DDR Ulrich Schneidewind. Per Dezember 2011 sind auf dem Gelände vorhanden:

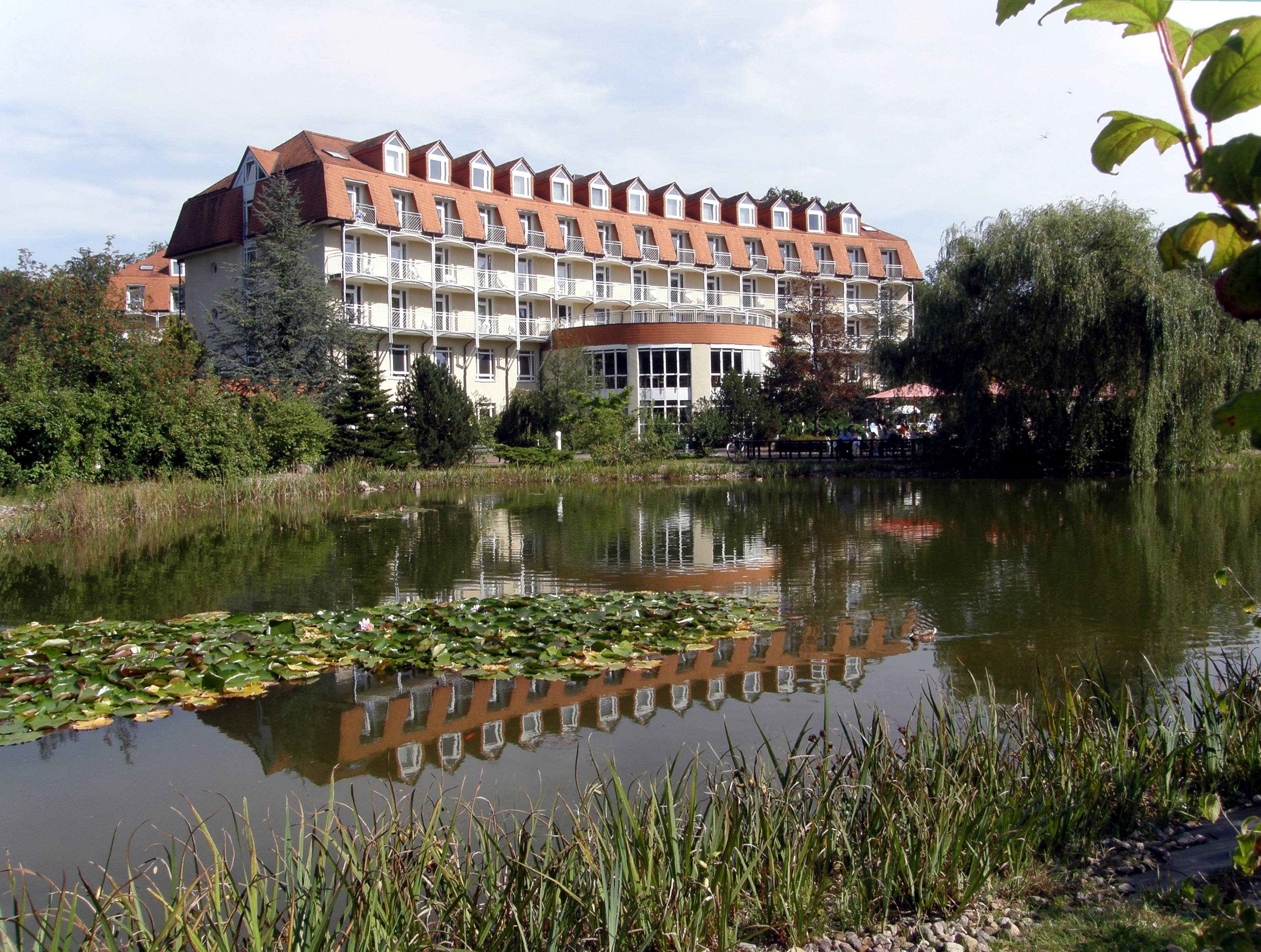
Haupthaus der Brandenburgklinik

- Das Unternehmen Michels-Kliniken mit dem Komplex Brandenburgklinik (Brandenburgallee 1). Diese Klinik beheimatet Fachabteilungen für Neurologie in den Behandlungsphasen B (75 Akutbetten im Krankenhausbedarfsplan des Landes), C und D, Psychosomatik sowie Orthopädie und Kardiologie. Mit einer Aufnahmekapazität von insgesamt 700 stationären Patienten ist die Brandenburgklinik[7] das größte Haus im Unternehmensverbund der Michels-Kliniken. Die einzelnen Fachbereiche verteilen sich auf mehrere Häuser wie folgt: Klinik I Haus Brandenburg, Klinik II Haus Barnim, Klinik IV Haus Havelland, Klinik V Haus Potsdam (seit Oktober 2013, vorher Parkklinik,[8] Klinik VI Haus Berlin.
- Die Kindernachsorgeklinik Berlin-Brandenburg ist eine gemeinnützige familienorientierte Rehabilitationsklinik für herz- und krebskranke Kinder und Jugendliche mit 100 Betten. Sie wird durch „Carpe diem“, einen Förderverein für krebskranke Kinder, betreut.[9]

Alle Kliniken umfassen rund 1000 Betten.
- Das Wachkoma-Zentrum im Regine-Hildebrandt-Haus.[10]
- Das Seniorenzentrum Haus Birkenhof für 99 Bewohner (Johann-Strauß-Straße 2).[11]
- Die Seniorenresidenz Lindenhof (Offenbachstraße 150), 2003 eröffnet, eine Wohnanlage mit insgesamt 65 Zwei- oder Dreizimmerwohnungen.[12]

Außerdem haben sich in einigen vorhandenen oder neu errichteten Hallen Firmen angesiedelt wie Möbel-Wolf (Lager, Spedition, Werksverkauf), eine Lebensmittelkette oder eine Gärtnerei.

### Wohnbereich
Ein Netz aus elf Straßen in West-Ost-Richtung und drei Straßen in Nord-Süd-Richtung erschließt das Gelände. Für die Bewohner gibt es Dienstleister wie Friseur, Kosmetik, Schneider, Arztpraxen, Restaurants und Imbiss. Eine Sonderschule für geistig behinderte Menschen und eine Montessorischule vervollständigen das Angebot.

## Kunst in der Siedlung

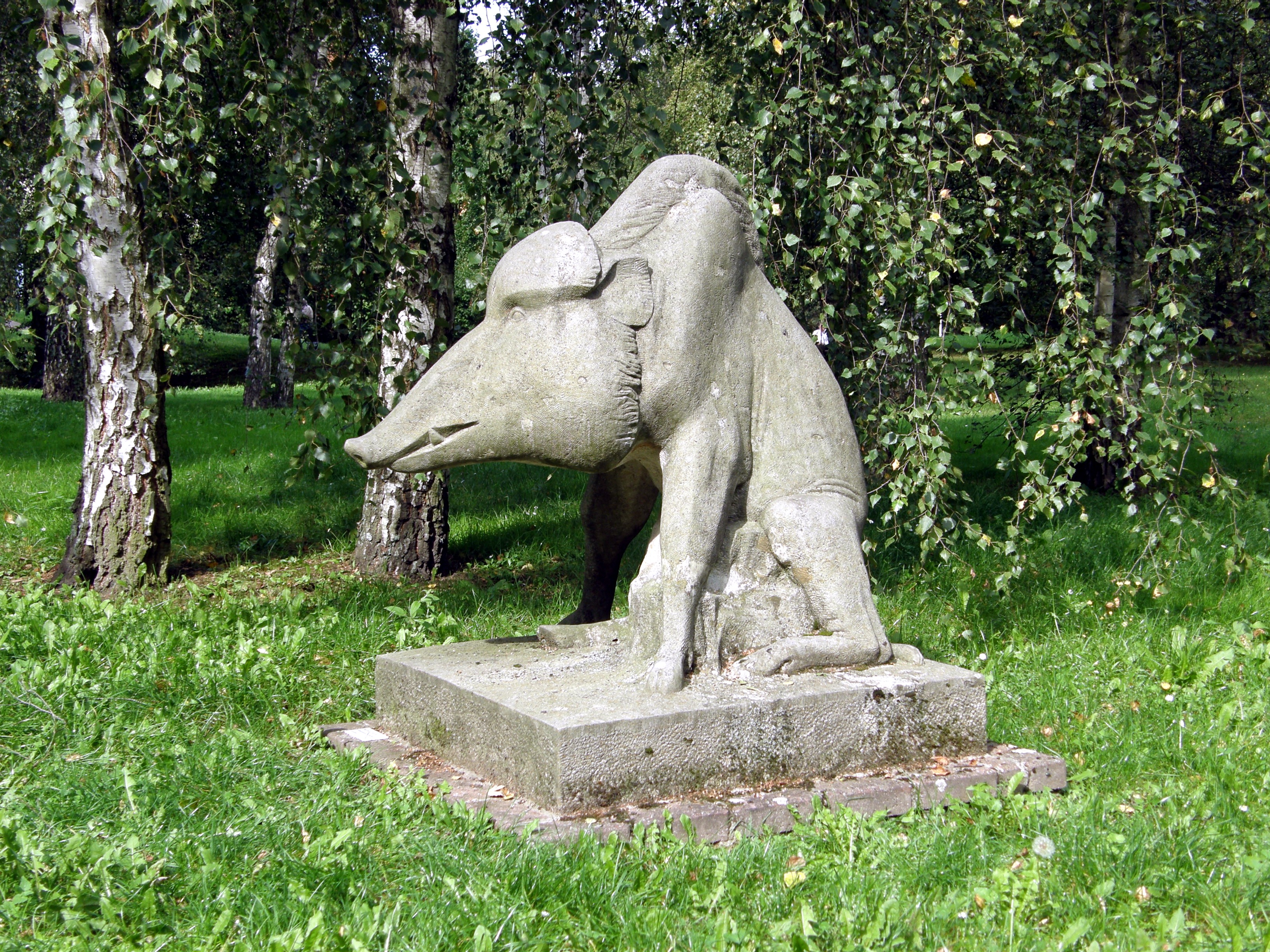
Keiler von Waldemar Grzimek, heute Zufahrt Klinik I nahe Haupteingang

Auf dem Gelände wurden nach Fertigstellung der Bebauung zahlreiche Kunstwerke aufgestellt. Dazu gab es eine Kommission, die aus bereits vorhandenen Skulpturen eine Auswahl traf. Etwa 13 Bronzefiguren wurden dann vor Gemeinschaftseinrichtungen wie dem Schwimmbad, dem Sportplatz oder der Verkaufseinrichtung und in Hausgärten aufgestellt, beispielsweise Ruhender Tänzer von Waldemar Grzimek am Haus von Günter Schabowski, Stehender Akt von Lore Plietzsch im Garten von Werner Krolikowski. Weitere Figuren und Kunstwerke, auch aus Sandstein, von bekannten Künstlern wie Walter Arnold oder Gerhard Geyer, ein Terrakottabild und ein Mosaik der Bildhauerin Ingeborg Hunzinger, Putzkeramik von Heidi Manthey und Kunstschmiedearbeiten an Zäunen und Toren schmückten ebenfalls die weitläufige Anlage.
Einige der Kunstwerke wurden nach 1990 gestohlen oder bei der Umwandlung des Geländes zu einer Klinik an neue Standorte umgesetzt. Im Frühjahr 2010 verschwanden weitere Skulpturen, was von den Verantwortlichen der Klinik und vom Kulturdezernenten der Stadt Bernau mit Sicherstellung und fachgerechter Sanierung erklärt wurde. Im Herbst 2011 befanden sich von den Skulpturen nur noch der Keiler von Waldemar Grzimek und das Fritz Kühn zugeschriebene schmiedeeiserne Haupttor im Gelände. Fünf der verschwundenen Skulpturen konnten inzwischen zurückgewonnen werden, sie waren in Privatgärten und im Kunsthandel aufgetaucht, selbst auf einer Mülldeponie wurde eine gefunden.
Das Bernauer Kulturamt hat die Skulpturen in einer Ausstellung in seinem „Kunstraum Innenstadt“ zusammengestellt und bietet begleitend einen Ausstellungsband mit Künstlerbiografien, kurzer Werkschau und historischem Hintergrund dazu. Der Eintritt ist kostenfrei.

## Verkehrsanbindung
Der öffentliche Personennahverkehr wird unter anderem durch den PlusBus des Verkehrsverbundes Berlin-Brandenburg erbracht. Folgende Verbindungen führen, betrieben von der Barnimer Busgesellschaft und der Oberhavel Verkehrsgesellschaft, durch die Waldsiedlung:
- Linie 825: Bernau ↔ Waldsiedlung ↔ Wensickendorf ↔ Schmachtenhagen ↔ Oranienburg
- Linie 894: Bernau ↔ Waldsiedlung ↔ Wandlitz ↔ Stolzenhagen
- Linie 897: Bernau ↔ Waldsiedlung ↔ Wandlitz ↔ Klosterfelde im Schulbusbetrieb.

Dadurch werden Anschlüsse an die S-Bahn und die Regionalbahn in Bernau oder an die Heidekrautbahn in Wandlitz ermöglicht.
Die Waldsiedlung liegt an der Bundesstraße 273 zwischen Wandlitz und Bernau. Die Autobahnanschlussstelle Wandlitz an der A 11 Berlin–Stettin ist etwa drei Kilometer entfernt. Anlässlich eines größeren Straßenumbauprogramms in den 2010er Jahren, wegen größerer Schäden an der Betondecke nötig, wurde der gesamte Abschnitt der B 273 auf je einen Fahrstreifen pro Richtung zurückgebaut und asphaltiert.